# تيفيرتون وهونيتون (دائرة انتخابية في المملكة المتحدة)
تيفيرتون وهونيتون (بالإنجليزية: Tiverton and Honiton)‏ هي إحدى الدوائر الانتخابية في المملكة المتحدة الممثلة في مجلس العموم في برلمان المملكة المتحدة.
عضو البرلمان الذي يمثلها حالياً هو :Angela Browning (Con).